# António Amadeu Conceição Cruz
António Amadeu Conceição Cruz (Cedofeita, Porto, 9 de março de 1907 — Porto, 29 de agosto de 1983) foi um pintor e escultor português.

## Biografia
Frequentou a Escola Infante D. Henrique, no Porto, onde tirou o curso de Condutor de Máquinas (1920) mas sua verdadeira vocação era o desenho.
Após o cumprimento do serviço militar obrigatório, em 1928, começou a realizar alguns trabalhos de ilustração de livros escolares e publicidade que expôs nas Termas de Vizela e Casino da Póvoa.
O sucesso das exposições onde participou levou a que se matriculasse na Escola de Belas-Artes do Porto tendo sido aluno de Acácio Lino, Joaquim Lopes, Dórdio Gomes, Pinto do Couto, Barata Feyo.
Em 1932 recebe o prémio de desenho José Rodrigues Júnior.
Em 1937, depois de uma viagem à Inglaterra, termina o curso de Pintura mas em 1942 volta novamente à Escola Superior de Belas-Artes do Porto para fazer o curso de Escultura. Neste último consegue a 1.ª medalha com a tese Uma estátua equestre a D. Afonso Henriques.
Finalmente, em 1945, acaba o curso de Escultura com a apresentação na prova final da obra "Adoração dos Pastores".
Em 1944 o Instituto de Alta Cultura concede uma bolsa para aperfeiçoamento dos estudos de aguarela.
Dedicou-se também ao ensino, começando a lecionar em 1958 na Escola de Artes Decorativas de Soares dos Reis e a partir de 1962 começa a lecionar na Escola de Belas-Artes do Porto fazendo também aí carreira na área do ensino superior.
A sua última exposição individual ocorreu em 1983 na Galeria Diagonal, em Cascais.